# Grandville
Grandville , właśc. Jean Ignace Isidore Gérard (ur. 13 września 1803 w Nancy, zm. 17 marca 1847 w Vanves) – francuski grafik, karykaturzysta i ilustrator oraz artysta fantastyczny.
Pod pseudonimem Grandville drukował w pismach i publikacjach karykatury, zwłaszcza polityczne. Porównywany z Honoré Daumierem i Gustave'em Dorém, posługiwał się często popularną i wydajną techniką stalorytu.
W 1844 wydał książkę z ilustracjami pt. "Un autre monde".

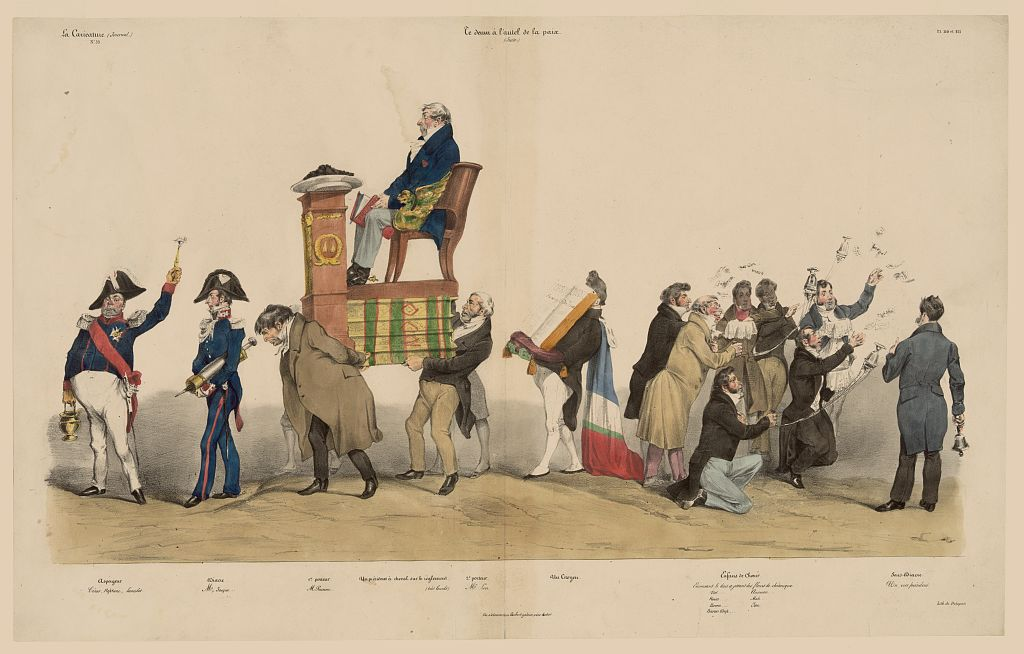
Karykatura francuskiego polityka Amédée Girod de l’Ain
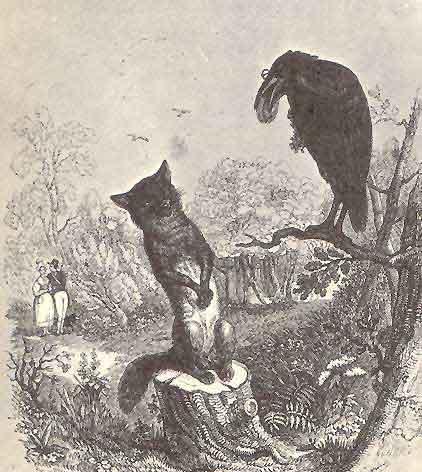
Ilustracja do bajki La Fontaine’a Lis i kruk
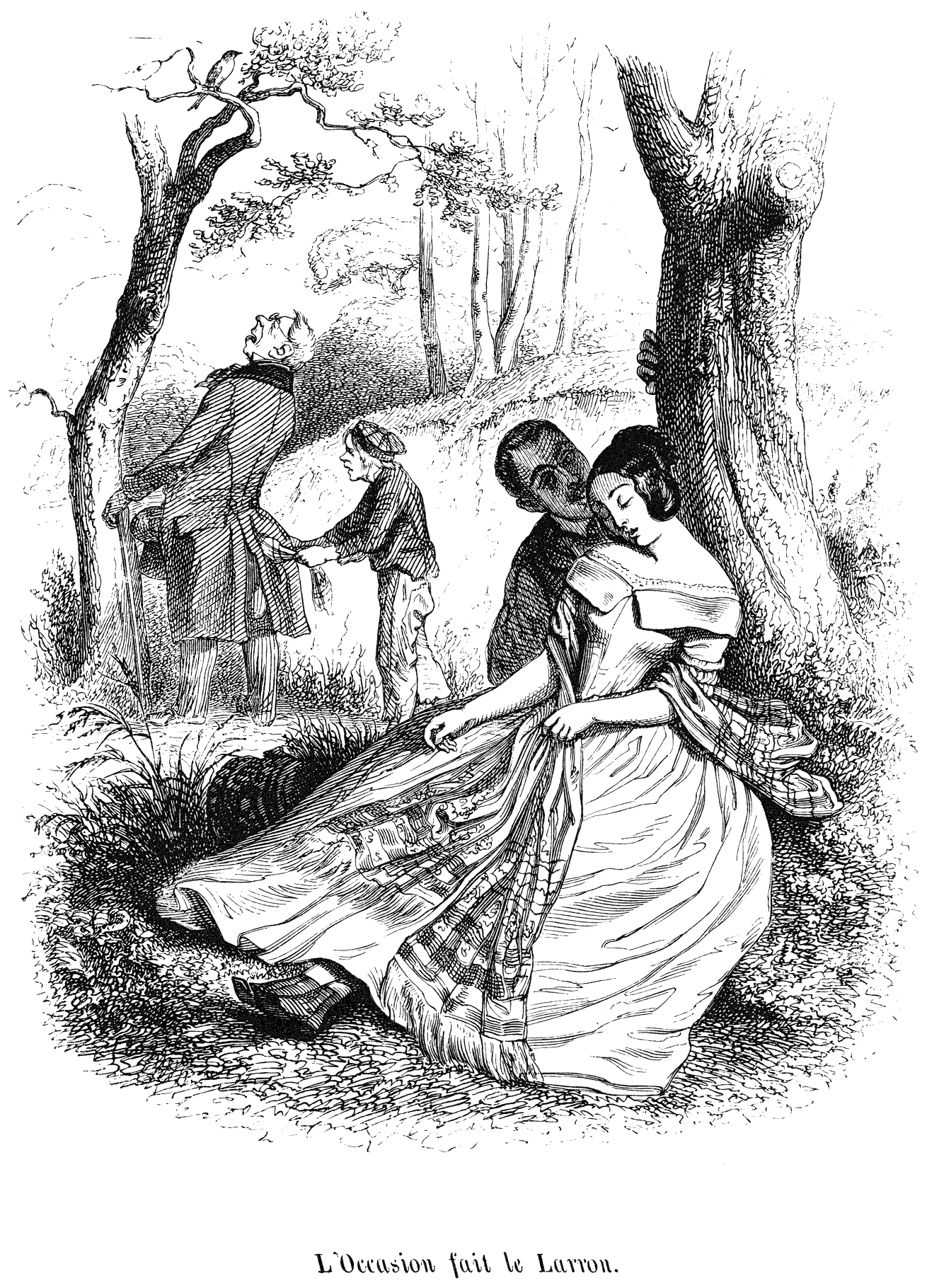
Ilustracja z Cent Proverbes, 1845
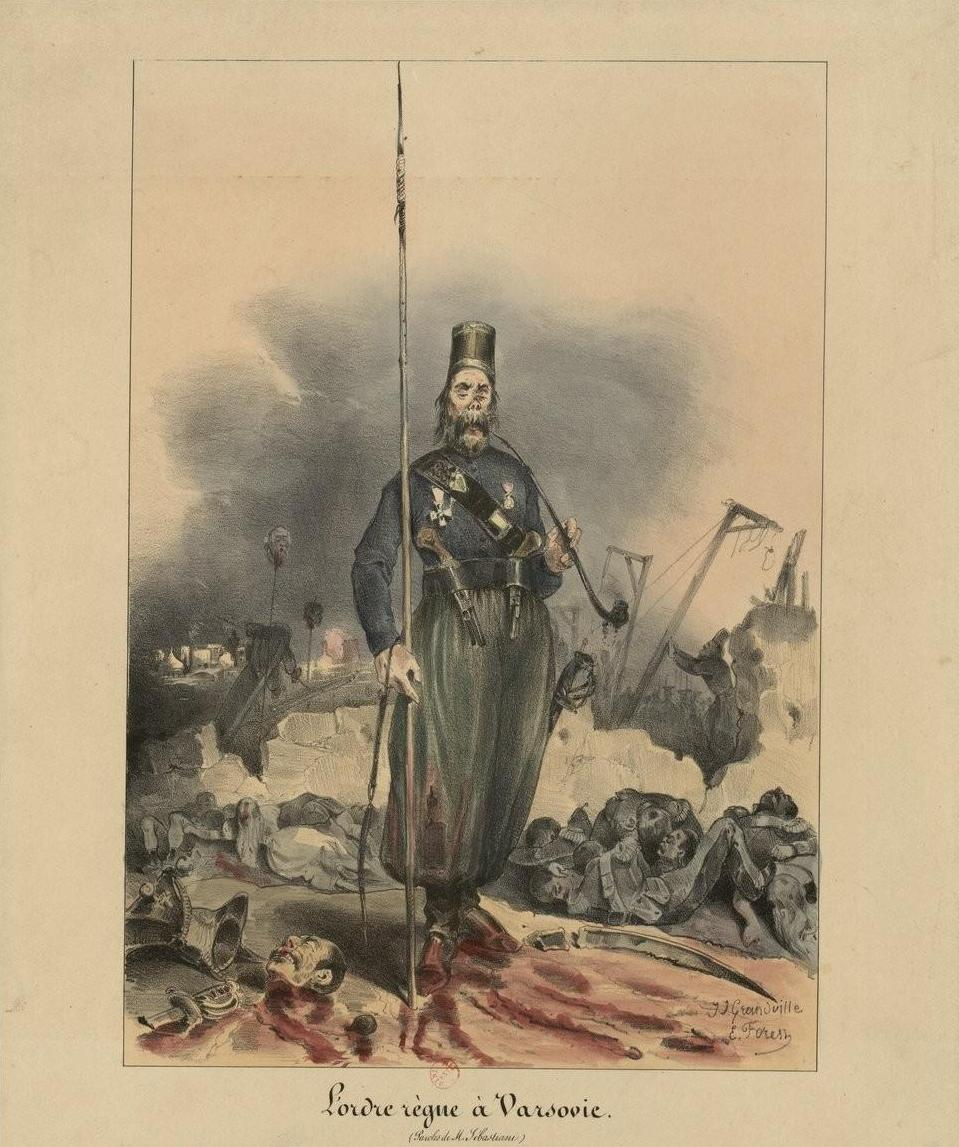
L’ordre règne à Varsovie (Porządek panuje w Warszawie), 1831

## Odniesienia w popkulturze
- Ilustracje Grandville’a zostały wykorzystane przez rockową grupę Queen na okładce albumu Innuendo (1991) oraz na okładkach trzech singli z tamtego okresu (m.in. The Show Must Go On).
- Dzieła artysty stanowią podstawę szaty graficznej detektywistycznej gry komputerowej Aviary Attorney (2015), w której gracz wciela się w postać Jayjay Falcona, antropomorficznego sokoła-prawnika w XIX-wiecznej Francji.